# Katapulta (obraz Edwarda Poyntera)
Katapulta (ang. The Catapult) – obraz olejny namalowany przez brytyjskiego malarza, rysownika, projektanta i mecenasa sztuki Edwarda Poyntera w 1868 (wykończony w 1872), znajdujący się w zbiorach Laing Art Gallery w angielskim mieście Newcastle upon Tyne.  

## Opis
Obraz Poyntera przedstawia epizod z oblężenia Kartaginy przez Rzymian w latach 149–146 przed naszą erą, w czasie trzeciej wojny punickiej. Żołnierze rzymscy dowodzeni przez Scypiona Emiliana Młodszego naciągają katapultę, celem wystrzelenia rozżarzonego do czerwoności drewnianego pocisku okutego żelazem, przez szczelinę w drewnianym dachu osłaniającym katapultę. Po lewej stronie widoczni są łucznicy z gotowymi do wystrzału łukami. Uwagę zwracają bardzo dynamiczne pozy żołnierzy naciągających katapultę, oraz napis w języku łacińskim na belce katapulty „Delenda est Carthago” (pol. Kartaginę trzeba zniszczyć), autorstwa rzymskiego mówcy, polityka i pisarza Katona Starszego.     